# Schots-Noorse Oorlog
De Schots-Noorse Oorlog was een militair conflict tussen de koninkrijken Schotland en Noorwegen dat duurde van 1262 tot 1266. De oorlog werd gevoerd over het bezit van de Hebriden en het eiland Man. De enige veldslag in deze oorlog was de Slag bij Largs, waarin geen van de beide partijen een overwinning wist te behalen. Door het overlijden van de Noorse koning Haakon IV in 1263 werd de oorlog met een voorlopige wapenstilstand beëindigd. Haakons opvolger, Magnus IV, tekende in 1266 het Verdrag van Perth met de Schotse koning Alexander III, waarmee de eilanden aan Schotland werden overgedragen.